# Bacia das Aleutas do Norte
A bacia das Aleutas do Norte é um acidente geográfico composto sobretudo por uma depressão submarina no sul da região da baía de Bristol, no mar de Bering ao largo da costa norte da península do Alasca. Estende-se por cerca de 960 km ao longo da península no sentido noroeste-sudoeste. 
A área tem sido densamente sondada para extração de petróleo e gás natural, em especial por empresas como a Shell, desde o início da década de 1960. É uma área rica em pesca, especialmente de salmão, pelo que esteve sujeita a uma moratória até ao início da década de 2000 em relação à extração dessas riquezas, pois iriam certamente afetar a atividade piscatória.